# Franco Battiato
Francesco Battiato, més conegut com a Franco Battiato (Catània, 23 de març de 1945 - 18 de maig de 2021), fou un músic, director de cinema i pintor italià.
Battiato va ser una de les personalitats més eclèctiques, originals i influents a l'escena de l'art musical italià. S'enfrontava a diversos estils musicals, sovint combinant-los entre ells com per exemple la música antiga romàntica experimental, avant-garde a través de la intel·ligència, l'òpera, la música ètnica, rock progressiu i música pop. Battiato sempre ha aconseguit un gran èxit de públic i crítica, ben sovint amb el suport de creadors excepcionals com ara el violinista Giusto Pio i el filòsof Manlio Sgalambro (coautor de moltes de les seves cançons).
No només la música sinó també les seves lletres reflecteixen els seus interessos nombrosos, incloent-hi la filosofia esotèrica, oriental i la meditació.
Amb 55 altres artistes italians, formà part a l'abril del 2009 del grup Artisti uniti per l'Abruzzo per a ajudar a la reconstrucció de l'Aquila.

## Discografia

### Anys 1970
- La Convenzione (1971)
- Fetus (1971)
- Pollution (1972)
- Sulle corde di Aries (1973)
- Clic (1974)
- M.lle le "Gladiator" (1975)
- Feed Back (1975)
- Battiato (1976)
- Juke Box (1977)
- L'Egitto prima delle sabbie (1978)
- L'era del cinghiale bianco (1979)

### Anys 1980
- Patriots (1980)
- La voce del Padrone (1981)
- L'Arca di Noè (1982)
- Orizzonti perduti (1983)
- Mondi Lontanissimi (1985)
- Echoes of Sufi Dances (1985, en anglès)
- Ecos de Danzas Sufi (1985, en espanyol)
- Nomadas (1987, en espanyol)
- Fisiognomica (1988)
- Giubbe Rosse (1989, live)

### Anys 1990
- Come un cammello in una grondaia (1991)
- Caffè de la Paix (1993)
- Unprotected (1994, live)
- L'ombrello e la macchina da cucire (1995)
- Battiato studio collection (1996, recopilació)
- L'imboscata (1996)
- Shadow Light (1996)
- Battiato Live Collection (1997, live)
- Gommalacca (1998)
- Fleurs (1999)
- El 1996 col·laborà amb el grup CSI (ex CCCP Fedeli alla linea), en l'àlbum Linea Gotica

### Anys 2000
- Campi magnetici (2000)
- Ferro battuto (2001)
- Fleurs 3 (2002)
- Last Summer Dance (2003, live)
- Dieci stratagemmi (2004)
- Il vuoto (2007)
- Fleurs 2 (2008) (3 vegades disc de platí)
- Inneres Auge – Il tutto è più della somma delle sue parti (2009) (disc de platí)